# Bilasipara
Bilasipara is een dorp in het district Dhubri van de Indiase staat Assam. 

## Demografie
Volgens de Indiase volkstelling van 2001 wonen er 31.090 mensen in Bilasipara, waarvan 51% mannelijk en 49% vrouwelijk is. De plaats heeft een alfabetiseringsgraad van 68%. 